# El Abayarde
El Abayarde – pierwszy studyjny album płyta rapera Tegui Rosario (Tego Calderón) wydana w 2003 roku, nakładem Sony BMG.

## Lista utworów
1. „Intro”
2. „El Abayarde”
3. „Al Natural”
4. „Poquito”
5. „Pa’ Que Retozen”
6. „Interlude”
7. „Loiza”
8. „No Me La Explota” (ft. Eddie Dee)
9. „Interlude”
10. „Guasa, Guasa”
11. „Dominicana”
12. „Cambumbo”
13. „Salte del Medio”
14. „Tus Ojos” (ft. Maestro)
15. „Los Difuntos”
16. „Lleva y Trae” (ft. Jessy)
17. „Bonsái”
18. „Gracias”
19. „Planté Bandera”